# Dujmovići
Dujmovići su naseljeno mjesto u općini Kaknju, Federacija Bosne i Hercegovine, BiH. 

## Povijest
U ranim jutarnjim satima 8. lipnja 1993. godine uslijedila je otvorena agresija Armije BiH na Hrvatima nastanjena sela u kakanjskoj općini. U tim napadima sudjeluju postrojbe Armije BiH iz Kaknja, Zenice, Visokog i Breze. Nakon napada na prva hrvatska sela, hrvatsko pučanstvo je moralo bježati. Zatim su napadnuta druga sela i mjesta s hrvatskim stanovništvom među kojima i Dujmovići. Ukupno je tad 15 tisuća Hrvata krenulo je u zbjeg prema Varešu. Kao i drugdje, u Dujmovićima je malo tko od Hrvata je ostao, iz straha pred mučenjem i smrću. Selo su bošnjačko-muslimanske postrojbe opljačkale, odnijeli su pljačkaši sve što se moglo odnijeti, a oko 80 % stambenih i gospodarskih hrvatskih objekata su spalili.

## Stanovništvo
Na temelju božićnog blagoslova obitelji sutješka rimokatolička župa sv. Ivana Krstitelja napravila je statističke podatke o broju obitelji i župljana po selima u svojoj župi za 2017. godinu. U podatke su uračunani samo oni, koji žive stalno ili minimalno 6 mjeseci na području župe. U Dujmovićima su bile 2 obitelji s 3 stanovnika; jedan samac.